# Alan Marinelli
Alan Nicolás Marinelli  (Rosario, Provincia de Santa Fe, 7 de abril de 1999) es un futbolista argentino que juega como extremo en el Académico de Viseu  de la Liga Portugal 2.

## Trayectoria

### Club Atlético Rosario Central
Marinelli es canterano del Club Atlético Rosario Central, habiéndose incorporado en 2010. Hacia el final de la temporada 2018-19 con el entrenador Diego Cocca, Marinelli hizo su debut en el fútbol profesional el 20 de abril de 2019 durante una victoria de la Copa de la Superliga a domicilio ante Aldosivi; aunque sus oponentes progresaron en conjunto. Marcó un doblete en la victoria de la segunda fase de la Copa de la Liga Profesional sobre Patronato el 14 de diciembre de 2020.

### Estudiantes de La Plata
A principios de febrero de 2022, Marinelli es incorporado a préstamo a Estudiantes. Llega por un año con cargo (100 mil dólares), y una opción de compra por el 50% del pase del jugador tasado en 1 millón de dólares. El 12 de febrero de 2022 debutó en Estudiantes ingresando a los 82 minutos del partido que el local le gana a Independiente por 2 a 1.P
Pero no convenció (tras varios partidos posteriores  ingresando en el segundo tiempo) las expectativas que había del ruso Zielinski DT pincha del momento, y el club no hizo uso de la opción de préstamo  regresando al canalla.

### Sarmiento de Junín
El 17 de agosto de 2023, se convirtió en refuerzo de Sarmiento (J), de la Liga Profesional, a préstamo por 18 meses y con opción de compra.

## Selección nacional
En 2018, Marinelli representó a la selección sub-20 de Argentina en el Torneo Internacional de Fútbol Sub-20 de la Alcudia en España. Ganaron la competencia, ya que Marinelli anotó el gol de la victoria en la final contra Rusia. También recibió llamadas para entrenar contra la selección absoluta.

## Estadísticas
Actualizado al 25 de noviembre del 2023.
| Club | Div.          | Temporada     | Liga  | Liga  | Liga   | Copas Nacionales (1) | Copas Nacionales (1) | Copas Nacionales (1) | Copas Internacionales (2) | Copas Internacionales (2) | Copas Internacionales (2) | Total | Total | Total  |
| Club | Div.          | Temporada     | Part. | Goles | Asist. | Part.                | Goles                | Asist.               | Part.                     | Goles                     | Asist.                    | Part. | Goles | Asist. |
| --- | ------------- | ------------- | ----- | ----- | ------ | -------------------- | -------------------- | -------------------- | ------------------------- | ------------------------- | ------------------------- | ----- | ----- | ------ |
| Rosario Central Argentina | 1.ª           | 2018-19       | —     | —     | —      | 1                    | 0                    | 0                    | —                         | —                         | —                         | 1     | 0     | 0      |
| Rosario Central Argentina | 1.ª           | 2019-20       | 4     | 0     | 0      | 1                    | 0                    | 0                    | —                         | —                         | —                         | 5     | 0     | 0      |
| Rosario Central Argentina | 1.ª           | 2020          | —     | —     | —      | 8                    | 5                    | 0                    | —                         | —                         | —                         | 8     | 5     | 0      |
| Rosario Central Argentina | 1.ª           | 2021          | 16    | 1     | 2      | 10                   | 0                    | 0                    | 8                         | 1                         | 1                         | 34    | 2     | 3      |
| Rosario Central Argentina | 1.ª           | 2022          | 14    | 1     | 0      | 1                    | 0                    | 0                    | —                         | —                         | —                         | 15    | 1     | 0      |
| Rosario Central Argentina | 1.ª           | 2023          | 0     | 0     | 0      | 0                    | 0                    | 0                    | —                         | —                         | —                         | 0     | 0     | 0      |
| Rosario Central Argentina | Total club    | Total club    | 34    | 2     | 2      | 21                   | 5                    | 0                    | 8                         | 1                         | 1                         | 63    | 8     | 3      |
| Estudiantes (LP) Argentina | 1.ª           | 2022          | 2     | 0     | 0      | 8                    | 0                    | 0                    | 4                         | 0                         | 0                         | 14    | 0     | 0      |
| Estudiantes (LP) Argentina | Total club    | Total club    | 2     | 0     | 0      | 8                    | 0                    | 0                    | 4                         | 0                         | 0                         | 14    | 0     | 0      |
| Sarmiento Argentina | 1.ª           | 2023          | —     | —     | —      | 13                   | 0                    | 3                    | —                         | —                         | —                         | 13    | 0     | 3      |
| Sarmiento Argentina | Total club    | Total club    | 0     | 0     | 0      | 13                   | 0                    | 3                    | 0                         | 0                         | 0                         | 13    | 0     | 3      |
| Académico de Viseu Portugal | 2.ª           | 2024          |       |       |        |                      |                      |                      |                           |                           |                           |       |       |        |
| Total carrera | Total carrera | Total carrera | 36    | 2     | 2      | 42                   | 5                    | 3                    | 12                        | 1                         | 1                         | 90    | 8     | 6      |
| (1) Incluye Copa de la Superliga, Copa de la Liga Profesional y Copa Argentina. (2) Incluye Copa Sudamericana y Copa Libertadores. |               |               |       |       |        |                      |                      |                      |                           |                           |                           |       |       |        |